# Airbus A400M
Airbus A400M Atlas — четырёхмоторный турбовинтовой военно-транспортный самолёт производства европейского концерна Airbus Military (подразделение Airbus Group).
Первый полёт состоялся 11 декабря 2009 года.
На вооружение принят в 2010 году[уточнить].

## Разработка

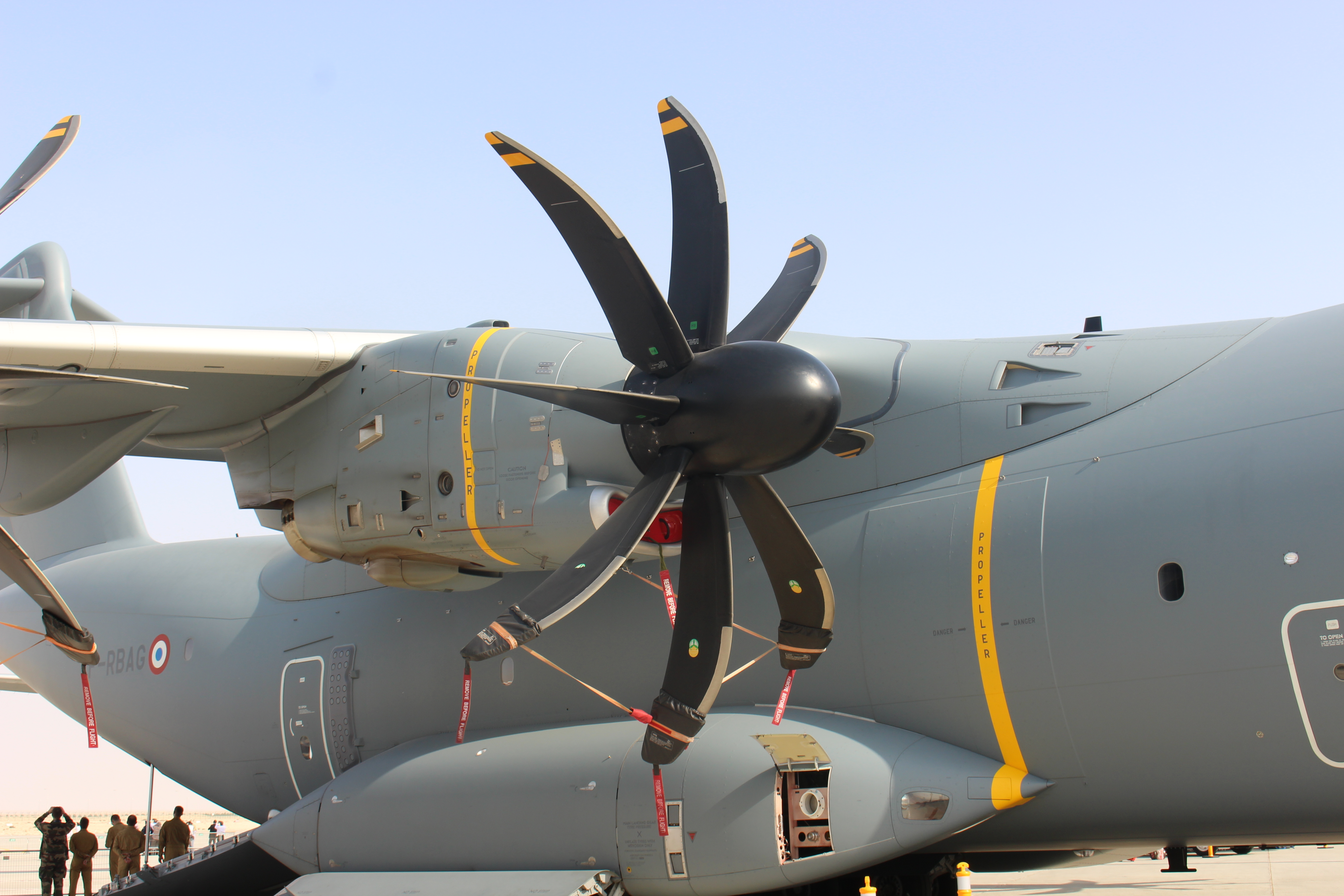
Турбовинтовой двигатель и пропеллер A400M

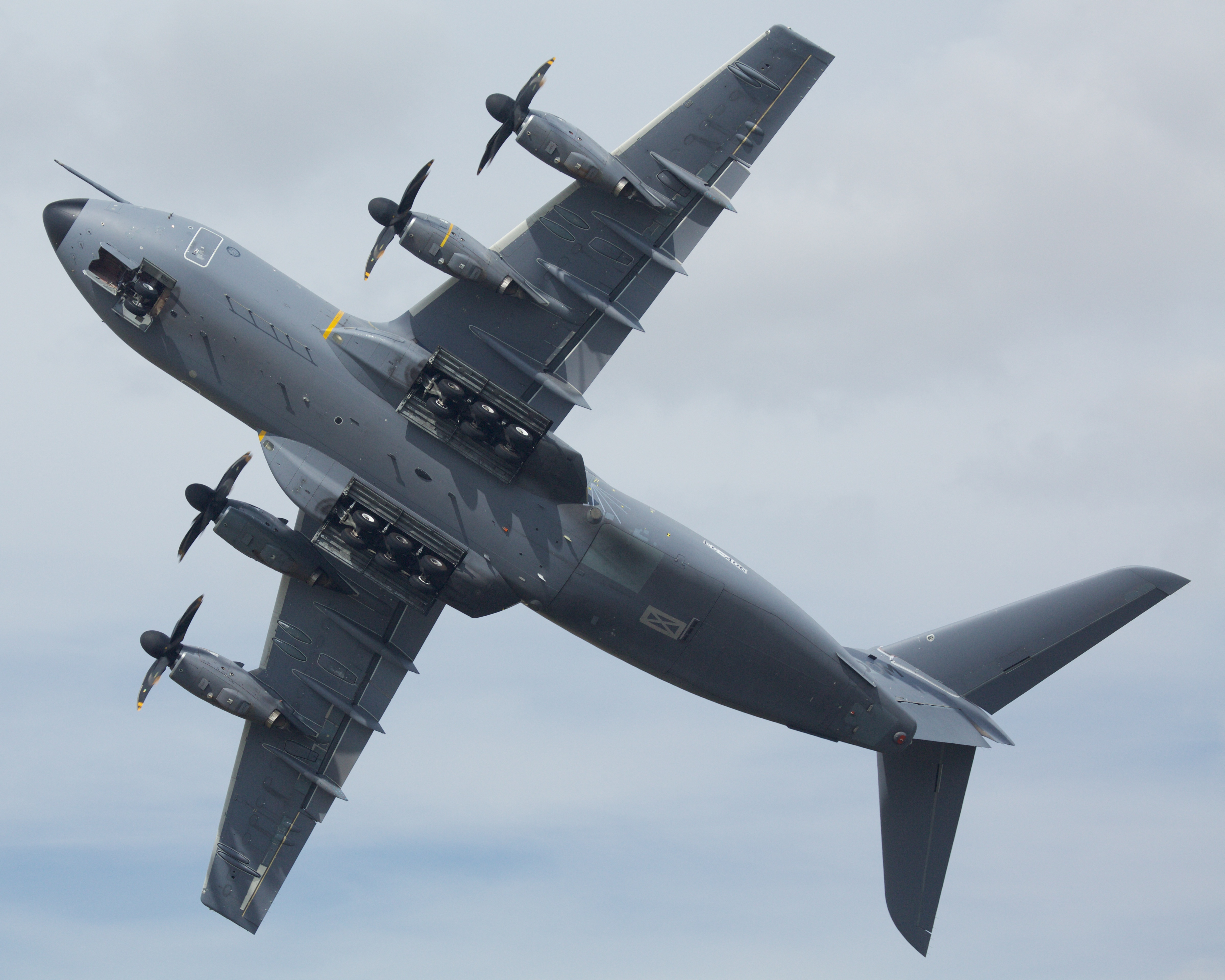

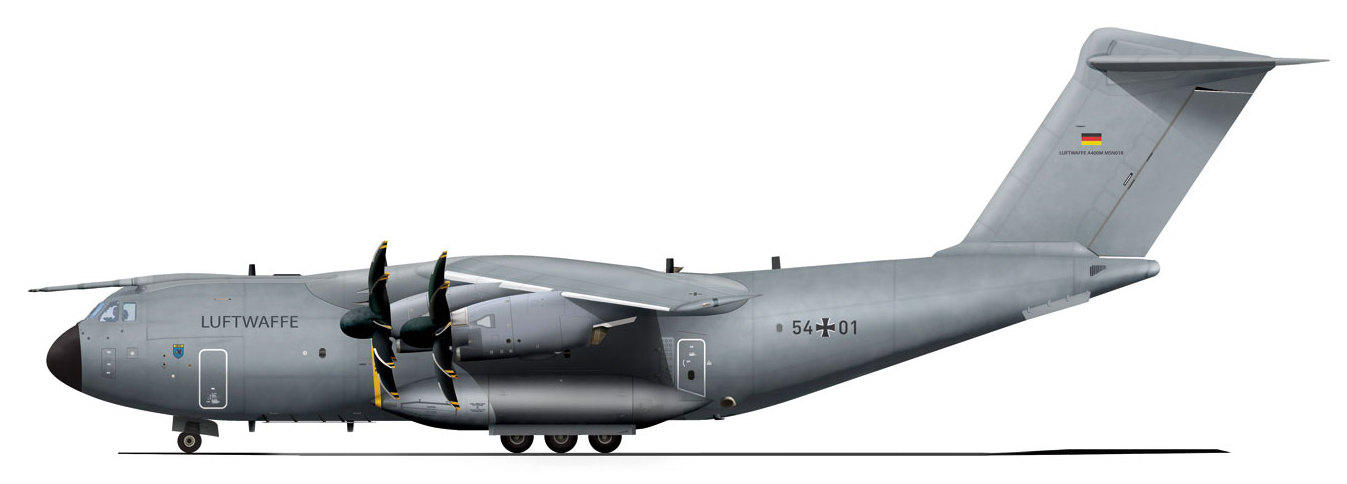
Схема окраски самолёта для ВВС Германии

Соглашение по созданию единого европейского военно-транспортного самолёта было подписано в 1982 году, но из-за разногласий между компаниями и странами-участницами проекта он был отложен.
В 2003 году Франция, Германия, Италия, Испания, Великобритания, Турция, Бельгия и Люксембург подписали совместное соглашение о закупке у корпорации EADS 212 самолётов А400М. Позже Италия вышла из проекта, и число заказанных самолётов сократилось до 180.
Стоимость проекта составила 20 млрд евро, однако концерн запросил у семи европейских государств-покупателей A400M ещё 5 млрд евро на завершение его разработки.
В качестве основного варианта двигателя рассматривался перспективный Ml 38 совместной разработки фирм SNECMA (Франция), MTU (ФРГ), «Фиат авиа» (Италия) и ITP (Испания), выполненный на базе газогенератора двухконтурного турбореактивного двигателя М88, которым оснащён тактический истребитель «Рафаль». В начале 2000 года данные компании приняли решение о создании нового предприятия — TIP (Turboprop International), основной задачей которого будет разработка и производство двигателей Ml 38 для самолёта А-400М. Считается, что это позволит достигнуть заданных ТТХ самолёта.
Первый полёт был запланирован на январь 2008 года, а ввод в эксплуатацию — на 2009 год. Впоследствии дата первого полёта была перенесена на июль 2008 года, а затем на сентябрь. Первый экземпляр нового военно-транспортного самолёта был продемонстрирован (состоялась церемония выкатки первого прототипа) 26 июня 2008 года в г. Сан Пабло (под Севильей); на торжестве присутствовали король Испании Хуан Карлос I и другие VIP-персоны.
В сентябре разработчик объявил о задержке первого полёта на неопределённое время до завершения доработки двигателей. В конечном итоге первый полёт состоялся 11 декабря 2009 года.
По замыслу разработчиков, самолёт А400М будет обеспечивать переброску войск и грузов, их десантирование парашютным или посадочным способом в любых метеоусловиях и ночью с использованием неподготовленных ВПП, в том числе грунтовых и иметь относительно низкую стоимость жизненного цикла. Кроме того, этот ВТС должен выполнять полёты на высокой дозвуковой скорости на малых высотах в составе группы, иметь бронированные кабину экипажа и жизненно важные системы, а также четыре подкрыльевых пилона для установки на них подвесных агрегатов заправки или контейнеров системы РЭБ.
По оценке его создателей, срок службы новой машины составит не менее 30 лет, а диапазон эксплуатационных температур ± 50 °C.
По расчётам разработчиков, перспективный самолёт будет обладать высокой боевой эффективностью и улучшенными эксплуатационными характеристиками по сравнению с существующими ВТС тактического назначения. Благодаря своим взлётно-посадочным характеристикам и усовершенствованной конструкции шасси он будет способен выполнять взлёт (посадку) с неподготовленных грунтовых площадок длиной до 900 м, а также совершать манёвры с малым радиусом разворота.
На базе А-400М планируется создать вариант транспортно-заправочного самолёта с двумя или тремя точками заправки. Считается что, имея на борту 45 т отдаваемого топлива он сможет обеспечить патрулирование в течение 3 ч на удалении около 930 км от аэродрома базирования.
В связи с сокращением оборонного бюджета Франция и ФРГ на период с 1997 по 2002 год, отказались от государственного финансирования программы. Вместе с тем они не возражают против создания самолёта за счёт средств фирм-разработчиков, которые в дальнейшем будут им возмещены. Для выбора оптимальных решений по приобретению для своих ВВС новых машин, специалисты западноевропейского союза провели анализ состояния разработки перспективных ВТС в США, России и Украине с целью определения возможности и целесообразности их закупки.
В обобщённом докладе отмечалось, что перспективные ВТС С-17А (США), Ан-70 (Украина, Россия) и его экспортный вариант, Ан-7х, — значительно превосходят самолёт А-400М по ряду тактико-технических показателей, в частности по критерию «полезная нагрузка/дальность полёта», и полностью отвечают европейским стандартам, было также отмечено, что разработка ВТС Ан-70 опережает проект А-400М не менее чем на десять лет. В то же время их закупка для ВВС западноевропейских стран признана нежелательной и обоснована необходимость проведения дальнейших работ по данной программе. Основными доводами в пользу этого являются сравнительно высокая стоимость американских машин, а также необходимость сохранения и дальнейшего развития потенциала европейской аэрокосмической промышленности и выхода на международный рынок с самолётами собственной разработки.
Общая стоимость программы разработки ВТС А-400М около 6 млрд долларов.

## Конструкция

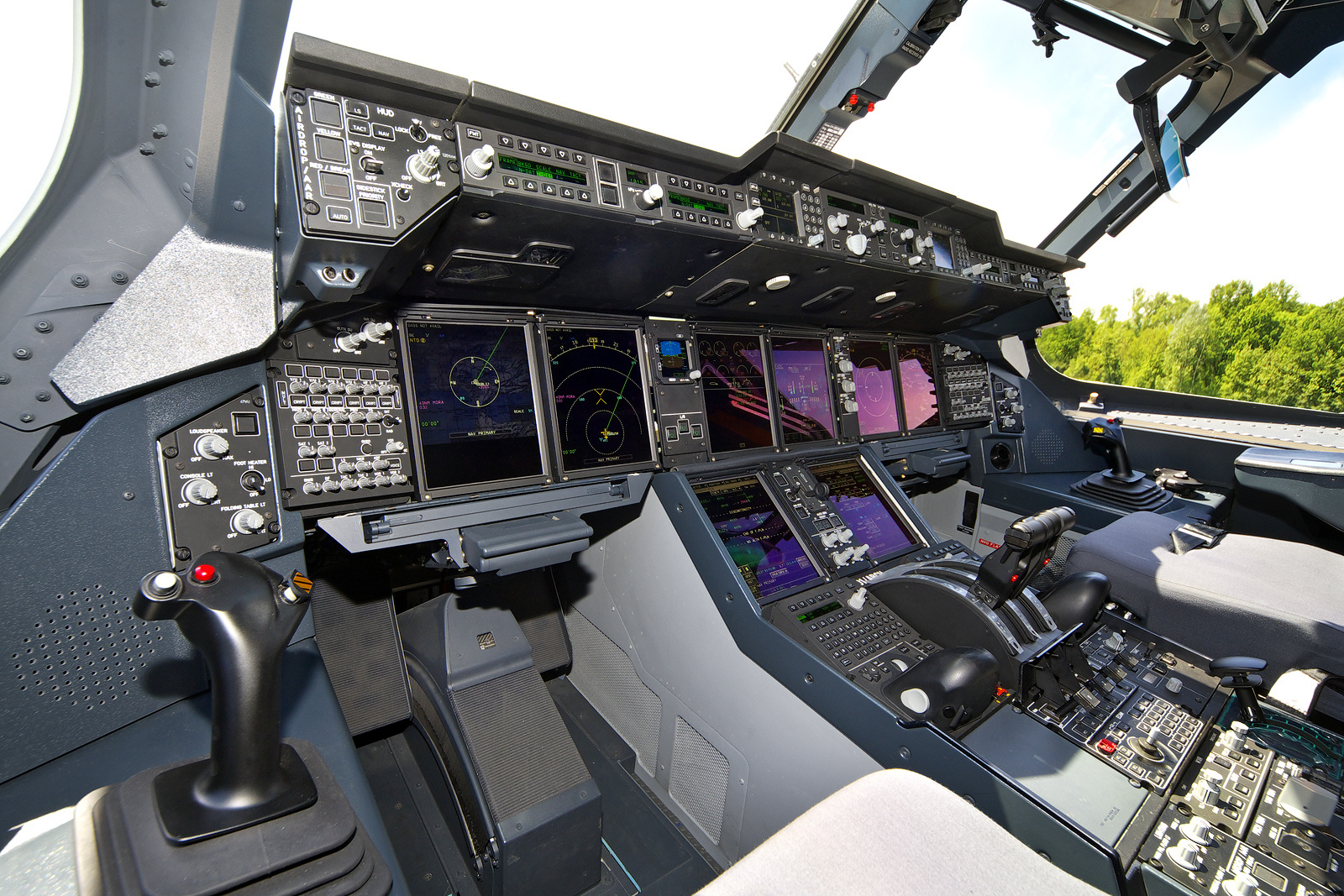
Стеклянная кабина Airbus A400M с боковыми джойстиками и компьютерными экранами (EFIS). В кабине используются новые технологии, разработанные для Airbus A380.

Самолёт представляет собой широкофюзеляжный моноплан с высокорасположенным крылом, Т-образным хвостовым оперением и грузовой рампой в задней части фюзеляжа.
В конструкции предполагается широко использовать композиционные материалы, а также узлы и агрегаты модульного типа.
Четыре турбовинтовых двигателя TP400-D6, производимых компанией Europrop International.
Электронно-цифровая система управления двигателем (FADEC), управляющая параметрами работы двигателя для поддержания минимального расхода топлива.
Композитные пропеллеры A400М, имеющие восемь лопастей и диаметр 5,34 метра (являются одними из самых больших в мире), попарно вращаются в противоположных направлениях. 
Предполагаемый состав БРЭО самолёта включает современные радиолокационную станцию, высокоточную навигационную систему, перспективные средства отображения информации в кабине, в том числе цветные многофункциональные индикаторы и аппаратуру отображения информации на лобовом стекле, а также систему встроенного контроля, что, по мнению разработчиков, может существенно снизить нагрузку на экипаж и сократить его до двух человек.
Комплексы и системы БРЭО планируется объединить мультиплексной шиной распределения данных стандарта 1553 В.
Объём грузового отсека около 340 м³, что почти в 2 раза больше, чем у существующих самолётов аналогичного назначения. Оснащён грузовой рампой, на которой возможна установка грузов и техники массой не менее 6 т. Это позволит размещать все основные образцы вооружения без предварительной разборки, включая вертолёты АН-64, «Тигр», А. 129, «Пума» HNH-90, артиллерийские орудия, в том числе 203-мм гаубицы M110 (САУ), реактивные системы залпового огня и бронетранспортёры.

## Производство

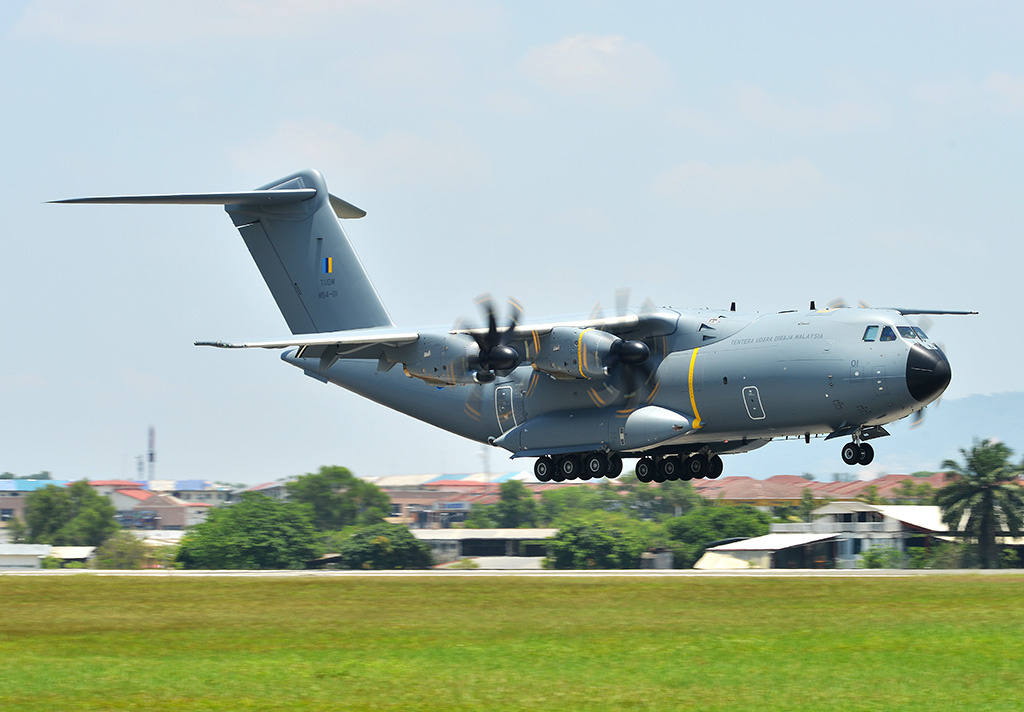
Королевские воздушные силы Малайзии

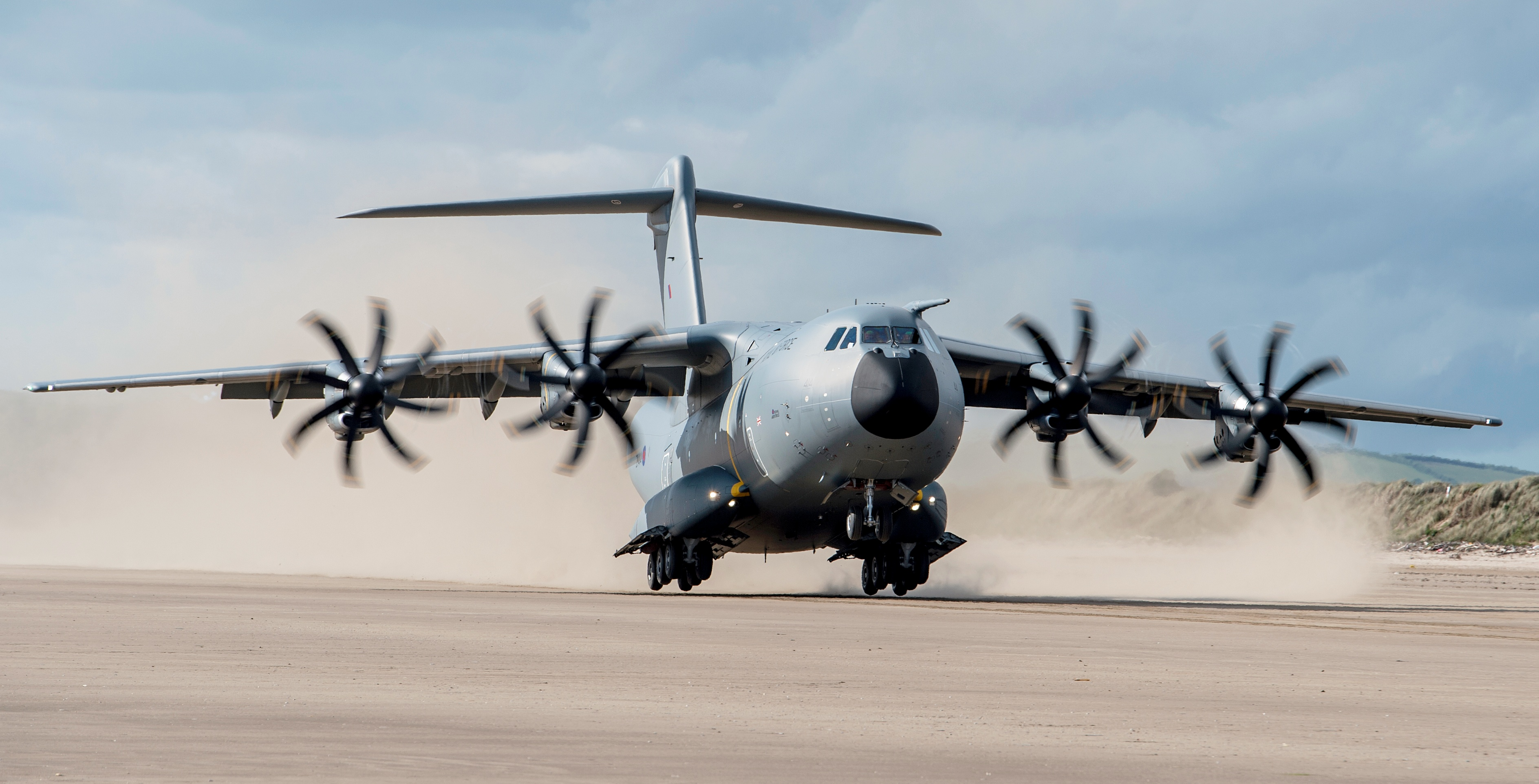
Королевские военно-воздушные силы Великобритании

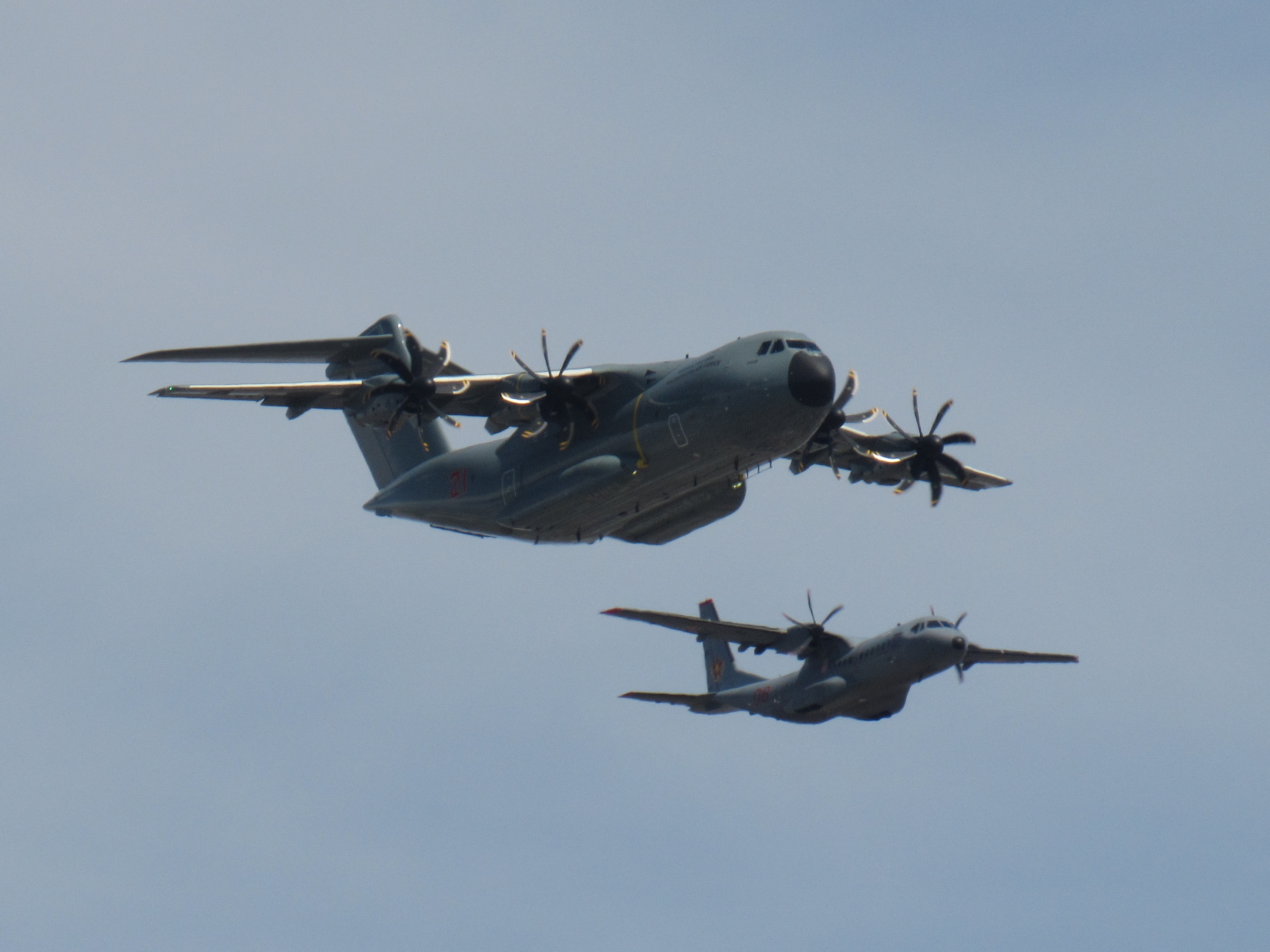
А400М и С-295 Сил воздушой обороны Республики Казахстан

По оценкам зарубежных экспертов, ВВС западноевропейских стран необходимо более 250 новых машин (ФРГ — 75, Франция — 62, Великобритания — до 50, Италия — 32, Турция — 20, Бельгия — 12 и Португалия — 9) при стоимости 60—70 млн долларов.
…для ВВС ФРГ — 53, Франции — 50, Испании — 27, Великобритании — 22./заказаны?/[уточнить]
Кроме того, заказаны самолёты для ВВС Турции, Бельгии, Люксембурга, Казахстана и Малайзии.
Основные фирмы — участницы программы на базе компании «Aérospatiale» создали[когда?] промышленное объединение «Airbus Military», включающее около 30 % её производственных мощностей. Основной его задачей является проведение работ по обеспечению подготовки производства и постройки опытного образца самолёта. Финансирование этой фазы (около 500 млн долларов) осуществляют непосредственно фирмы — участницы создания нового ВТС. Объединение высказало готовность финансировать французскую часть программы (1,3 млрд долларов) при получении твёрдых гарантий заказа французскими ВВС с последующей оплатой не менее 52 машин. Специалисты фирмы считали, что первый полёт нового самолёта может состояться в 2004 году, а поставки ВТС в строевые части начнутся в 2006 г.
Компоненты машины производятся в Германии, Франции, ЮАР, Турции и Великобритании, а окончательная сборка осуществляется в Испании, на авиазаводе испанской компании CASA (г. Сан Пабло неподалёку от Севильи), входящей в состав EADS.
Airbus планирует[когда?] производить по 30 машин в год.
Первая машина была поставлена заказчику — ВВС Франции — в 2013 году.
По состоянию на конец 2015 года заказано 174 самолёта. В мае 2015 испанские СМИ опубликовали данные, что рабочие завода в Севилье перегружены из-за большого объёма заказов на этот самолёт со стороны Германии.
На данный момент[когда?] EADS имеет заказы на 192 машин, а в перспективе собирается построить до 400 экземпляров A400M.
В 2016 году планировалось поставить различным заказчикам 20 машин.
Весной 2016 обнаружились проблемы. Две отдельные проблемы возникают в работе редукторов двигателей: одна из проблем — чрезмерный перегрев и выход из строя отдельных элементов, вторая — появление металлической стружки в маслосистеме редуктора. Это вызывает необходимость в регулярных проверках их состояния и замене изношенных частей. Техническая неисправность найдена в 14 редукторах (производятся итальянской компанией Avio Aero, принадлежащей американской General Electric), вращающихся вправо, — все они были выпущены в первой половине 2015 года. В концерне Airbus заявили, что проблема не является серьёзной.
Также, из-за слабости сплава у самолёта появились трещины в местах крепления крыльев к фюзеляжу; для каждого из 30 выпущенных машин потребуется многомесячный ремонт и серьёзные капиталовложения.

### Отмены заказов
- В мае 2003 года Франция, Германия, Италия, Испания, Великобритания, Турция, Бельгия и Люксембург подписали совместное соглашение о закупке в компании EADS 212 самолётов А400М. Позднее Италия вышла из проекта, и количество самолётов, которые нужно сделать, сократилось до 180[20].
- 18 июля 2005 года ВВС Чили подписало меморандум о взаимопонимании в отношении трёх самолётов, которые будут поставлены между 2018 и 2022 г. Но вскоре заказ был отменён.[21]
- В декабре 2004 года Южная Африка объявила о намерении приобрести восемь A400Ms на общую сумму около 800 млн евро, при присоединении страны к Airbus Military в качестве промышленного партнёра. Поставки ожидались с 2010 до 2012 года. Затем на 3 апреля 2009 года ВВС Южной Африки заявили, что начнут рассмотрение альтернатив A400M ввиду задержек производства и роста расходов. 5 ноября 2009 года правительство объявило об отмене заказа ссылаясь, что увеличились расходы и задержки в доставке.[22].

## На вооружении

Эксплуатируются
Заказаны

| Страна         | Поставлено | На вооружении | Заказано |
| -------------- | ---------- | ------------- | -------- |
| Великобритания | 22         | 22            | 22       |
| Франция        | 21         | 21            | 50       |
| Германия       | 43         | 43            | 53       |
| Турция         | 10         | 10            | 10       |
| Испания        | 13         | 13            | 27       |
| Бельгия        | 6          | 6             | 7        |
| Люксембург     | 1          | 1             | 1        |
| Малайзия       | 4          | 4             | 4        |
| Индонезия      | 0          | 0             | 2        |
| Казахстан      | 1          | 1             | 2        |
| Всего:         | 116        | 116           | 178      |

## Технические характеристики
- Модификация: А400М
- Грузоподъемность: 37 000 кг
- Размах крыла: 42,40 м
- Длина самолёта: 45,10 м
- Высота самолёта: 14,70 м
- Площадь крыла: 221,5 м²

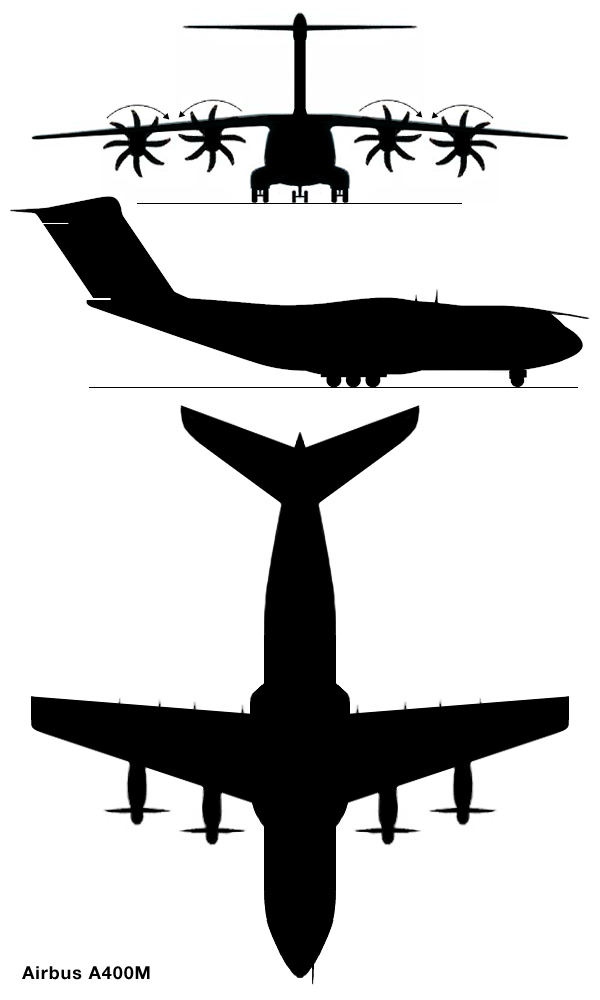
Силуэты Airbus A400M

- Масса пустого самолёта: 78 600 кг
- Масса максимальная взлётная: 141 000 кг
- Внутреннее топливо: 50 500 кг
- Тип двигателя: 4 ТВД Europrop International TP400-D6
  -  Мощность: 4×11 000 л. с.
- Максимальная скорость: 802 км/ч
- Крейсерская скорость: 781 км/ч (М=0,68—0,72)
- Перегоночная дальность: 8900 км
- Практическая дальность: 7870 км
- Дальность с максимальной загрузкой: 3300 км
- Максимальная высота полёта: 12 200 м
- потребная длина ВПП: 900 м
- Экипаж: 2—4 чел
- Полезная нагрузка: 120 десантников или солдат или 66 носилок с сопровождающими или 37000 кг груза или 41000 кг топлива, варианты загрузки: два вертолёта RAH-2 Tiger или AH-64 Apache, или один вертолёт Cougar, NH90, или одно транспортное бронированное средство типа GTK, или шесть машин типа Land Rover, или одна ракетная установка Roland, или два пятитонных грузовика с двумя 105-мм пушками, или один 12-метровый контейнер ISO, или один мобильный кран.

Источник — спецификация от Airbus Military

## Катастрофы
| Дата       | Бортовой номер | Место катастрофы | Жертвы | Описание |
| ---------- | -------------- | ---------------- | ------ | --- |
| 09.05.2015 | EC-403         | Севилья          | 4/6    | Рухнул вскоре после взлёта с аэродрома в Севилье (Испания); резко упала тяга сразу в трёх из четырёх двигателях. При падении самолёт задел линию электропередачи, в результате катастрофы погибли четверо из шести членов экипажа. |

## Сравнение с аналогами
|                                         | Ан-70                            | Airbus A400M             | C-130J-30                    | Shaanxi Y-9                           |
| --------------------------------------- | -------------------------------- | ------------------------ | ---------------------------- | ------------------------------------- |
| Внешний вид                             |                                  |                          |                              |                                       |
| Первый полёт, год                       | 1994                             | 2009                     | 1996                         | 2011                                  |
| Принят на вооружение, год               | 2015                             | 2013                     | 1999                         | 2012                                  |
| Разработчик                             | АНТК «Антонов»                   | Airbus Military          | Lockheed Martin              | Shaanxi Aircraft Corp. АНТК «Антонов» |
| Производитель                           | Серийный завод «Антонов»         | Airbus Military          | Lockheed Martin              | Shaanxi Aircraft Corp.                |
| Размах крыла, м                         | 44,06                            | 42,40                    | 39,7                         | 38,015                                |
| Длина, м                                | 40,73                            | 45,10                    | 34,69                        | 33,109                                |
| Площадь крыла, м²                       | 204,0                            | 221,50                   | 162,1                        | 121.7                                 |
| Вес пустого, т                          | 73,0                             | 76,5                     | 34,3                         | 39,0                                  |
| Грузоподъёмность, т                     | 47,0                             | 37,0                     | 19,0                         | 25,0                                  |
| Габариты грузовой кабины (д × ш × в), м | 22,4 × 4,8 × 4,1                 | 17,7 × 4,0 × 3,8         | 12,2 × 3,1 × 2,7             | 13,5 × 3,5 × 2,6                      |
| Внутреннее топливо, т                   | 38,0                             | 50,5                     | 20,5                         | н/д                                   |
| Макс. взлётный вес, т                   | 135,0                            | 141,0                    | 74,4                         | 77,0                                  |
| Макс. скорость, км/ч                    | 780                              | 802                      | 670                          | 650                                   |
| Крейсерская скорость, км/ч              | 700—750                          | 780                      | 640                          | 550—600                               |
| Макс. потолок, м                        | 12 000                           | 12 200                   | 12 300                       | 10 500                                |
| Практическая дальность, км              | 6600 (с грузом 20 т)             | 6300 (с грузом 20 т)     | 3150 (с грузом 16 т)         | 5700                                  |
| Перегоночная дальность, км              | 8000                             | 8900                     | 5250                         | 7800                                  |
| Двигатели                               | 4 × ТВВД «Ивченко-Прогресс» Д-27 | 4 × ТВД Europrop TP400   | 4 × ТВД Rolls-Royce AE2100D3 | 4 × ТВД Wojiang WJ-6C                 |
| Мощность, л. с.                         | 4 × 13 880                       | 4 × 11 000               | 4 × 4700                     | 4 × 4250                              |
| Стоимость                               | 67,0 млн USD (2012 год)          | 145,0 млн EUR (2012 год) | 65 млн USD (2008 год)        | —                                     |

C-130 Hercules и китайский Shaanxi Y-9 (глубокая модернизация Ан-12) по грузоподъёмности и габаритам грузовой кабины, а также по основным ТТХ, аналогичны самолётам класса Ан-12, Ан-178, Ил-214, Transall C-160 и Embraer KC-390.